# Operation Donner

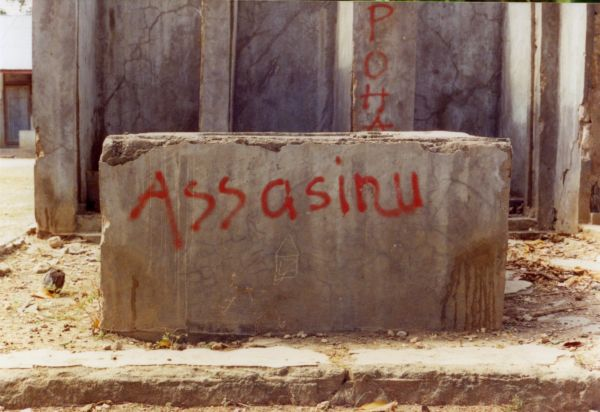
Ein Graffito in Tutuala mit dem Wort für „Mörder“ klagt die Verbrechen von 1999 an

Operation Donner (indonesisch Operasi Guntur) war eine Vergeltungsaktion des indonesischen Militärs (TNI) gegen die Bevölkerung Osttimors anlässlich des positiven Ergebnisses des Unabhängigkeitsreferendums in Osttimor am 30. August 1999. Ziel dieser bereits im Juli unter dem Namen Operasi Wiradharma geplanten Aktion war es, dass das indonesische Parlament (MPR) angesichts der Gewalt das Referendum kippen würde. Die Operation soll unter dem Kommando der indonesischen Generalmajore Zacky Anwar Makarim und Adam Damiri gestanden haben.
In dieser letzten Gewaltwelle der indonesischen Besatzung Osttimors starben nach Untersuchungen der Empfangs-, Wahrheits- und Versöhnungskommission von Osttimor (Comissão de Acolhimento, Verdade e Reconciliacão de Timor-Leste CAVR) etwa 1400 bis 1500 Menschen. Erst eine internationale Eingreiftruppe der Vereinten Nationen sorgte wieder für Ruhe und Ordnung.

## Vorgeschichte
Seit 1975 hielt Indonesien die ehemalige portugiesische Kolonie besetzt. Nach dem Fall des indonesischen Diktators Suharto und durch zunehmenden Druck der internationalen Gemeinschaft erklärte sich Indonesien am 11. März 1999 schließlich bereit ein Referendum durchzuführen, bei dem die Bevölkerung die Wahl zwischen einer Autonomie innerhalb Indonesiens oder der völligen Unabhängigkeit hatte.
Bereits im Vorfeld des Referendums begannen Milizen (sogenannte Wanra), wie Besi Merah Putih und Aitarak, unterstützt von indonesischer Armee und Polizei, mögliche Unabhängigkeitsbefürworter und die Bevölkerung einzuschüchtern. Am 6. April 1999 verübten pro-indonesische Milizen zusammen mit indonesischem Militär das Kirchenmassaker von Liquiçá, bei dem zwischen 61 und über 200 Menschen starben. Am 17. April kam es zu einem Massaker im Haus des Politikers Manuel Carrascalão, bei dem mindestens 14 Personen getötet wurden. Menschenrechtskommissarin Mary Robinson äußerte große Besorgnis über die angespannte Lage.
Am 11. März 1999 verfasste der Milizenführer Lafaek Saburai einen Brief an João Tavares, dem obersten Milizchef in Osttimor. Lafaek Saburai bezeichnete darin die verschiedenen Milizen in ihrem bisherigen Kampf als zu schwach, weswegen er eine „Operation Säuberung“ (indonesisch Operasi Sapu fagad, englisch Operation Clean Sweep) plane. Alle Unabhängigkeitsbefürworter sollten gefangen und eliminiert werden, nachdem pro-indonesische Osttimoresen aus der Hauptstadt Dili nach Westen in den Distrikt Bobonaro „in Sicherheit gebracht“ worden wären. Der Brief wurde öffentlich bekannt und sorgte für eine weitere Verunsicherung unter der Bevölkerung vor dem anstehenden Unabhängigkeitsreferendum in Osttimor. Experten kamen schnell zu dem Schluss, dass es konkrete Pläne der indonesischen Armee geben müsse, die als Vergeltungsmaßnahme von indonesischen Sicherheitskräften und Milizen gegen die Bevölkerung ausgeübt werden sollten, nachdem sie sich im Referendum für die Unabhängigkeit von Indonesien entschieden hat und auf diese Weise das erste Mal in die Öffentlichkeit lanciert wurden. Lafaek Saburai war bekannt für seine Beziehungen zu Generalmajor Zacky Anwar Makarim, Chef des Militärgeheimdienstes Badan Intelijen ABRI (BIA). Allerdings war die Miliz von Lafaek Saburai relativ klein und die Bezeichnung „Operation Säuberung“ taucht später auch nicht mehr auf, weswegen es umstritten ist, inwieweit Pläne schon konkret bei der Armee existierten. Am 1. Mai selbst blieb es noch ruhig. Erstmals wurden auf diese Weise Pläne öffentlich gemacht, die als Vergeltungsmaßnahme von indonesischen Sicherheitskräften und Milizen gegen die Bevölkerung ausgeübt werden sollten, nachdem sie sich im Referendum für die Unabhängigkeit von Indonesien entschieden hat.
Herminio da Costa, der Stabschef des Dachverbands der Milizen, drohte das Ergebnis zu annullieren. Als sich nach dem Wahltag abzeichnete, dass die Bevölkerung sich für die Unabhängigkeit entschieden hatte, kündigte er an:

„Wenn UNAMET verkündet, dass die Unabhängigkeitsbefürworter die Abstimmung gewonnen haben, verspreche ich, dass es wieder einen Bürgerkrieg geben wird … Dann verdienen die Unabhängigkeitsbefürworter es nicht mehr zu leben, denn das ist nicht fair … Mein Plan ist, das Problem vor die UNO zu bringen und sie zu bitten, eine weitere Abstimmung abzuhalten, die dieses Mal von Indonesien organisiert wird. Falls sie sich weigern, würde ich lieber in den Krieg ziehen und alle Unabhängigkeitsbefürworter umbringen, denn dann können wir sicher sein, dass sie betrogen haben.“

Von Kupang im indonesischen Westtimor aus drohte Costa, die PPI werde Osttimor dem Erdboden gleichmachen (indonesisch membumihanguskan). „Es ist kein Krieg zwischen Indonesien und Osttimor, sondern ein Krieg zwischen Autonomie und Unabhängigkeit“.

## Ablauf

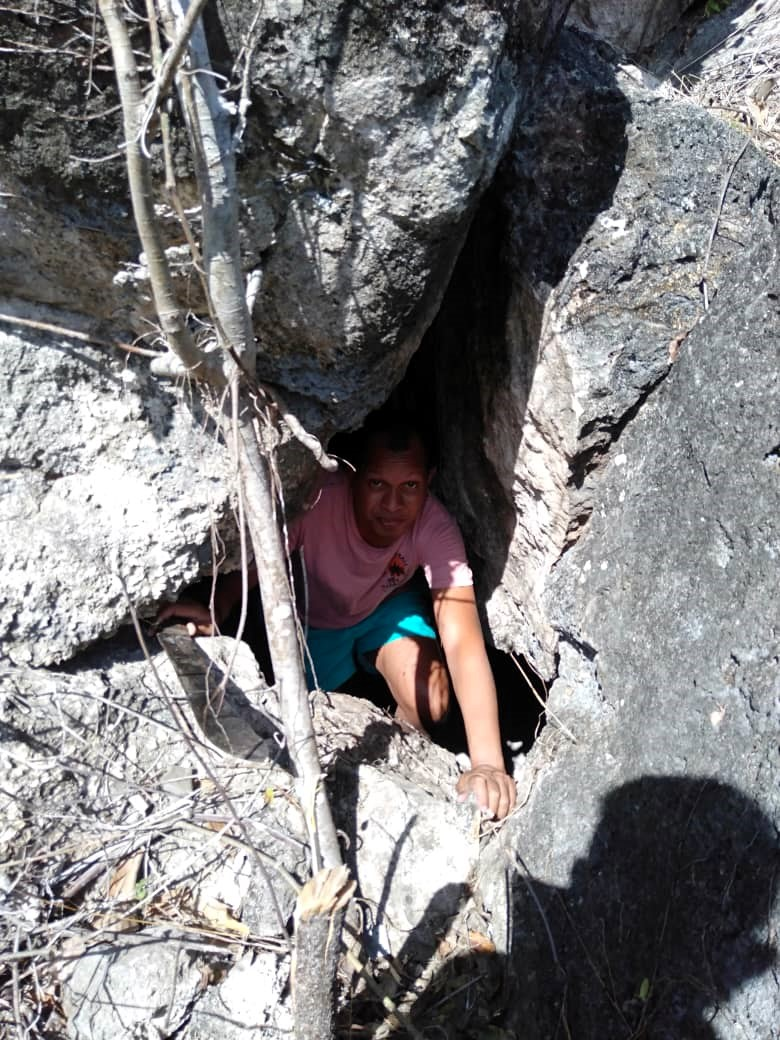
In Höhlen wie dieser in Lamegua fanden Osttimoresen Schutz vor den Milizen

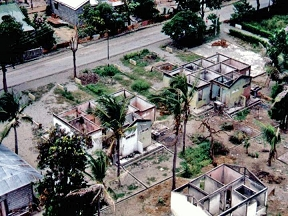
Zerstörungen in Dili im Oktober 1999

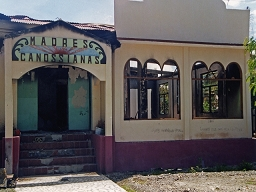
Zerstörungen in Manatuto im Oktober 1999

Generalmajor Zacky Anwar Makarim begann bereits am Tag der Abstimmung mit den konkreten Planungen zur Zerstörung von Osttimor, als klar wurde, wie das Ergebnis des Referendums ausfallen würde. Laut Zeugenaussagen war Zacky bei einem Treffen zwischen Agenten des Militärgeheimdienstes und Milizenchefs anwesend, als der Befehl erteilt wurde, alle Gebäude zu zerstören und alle Unabhängigkeitsbefürworter zu ermorden, wenn das Ergebnis zugunsten der Unabhängigkeit ausfiele. Am 1. September fiel auf einer Sitzung, an der unter anderem auch Generalmajor Sjafrie Sjamsoeddin teilnahm, der Beschluss für Operation Donner.
Die Volksabstimmung vom 30. August 1999 brachte schließlich eine eindeutige Mehrheit mit 344.580 Stimmen (78,5 %) für die Unabhängigkeit Osttimors gegen 94.388 Stimmen (21 %) für die Autonomie, bei einer Beteiligung von über 98 %. Das Ergebnis wurde am 4. September bekannt gegeben. Wenige Stunden nach der Bekanntgabe startete das indonesische Militär die Operation Donner. Zusammen mit den Wanras begann es die Infrastruktur der Region zu zerstören, Unabhängigkeitsaktivisten zu jagen und die Bevölkerung aus ihren Häusern zu vertreiben.
Etwa 280.000 Osttimoresen, ein Viertel der Bevölkerung, wurden nach dem Tag der Stimmabgabe von indonesischen Sicherheitskräften nach Westtimor zwangsevakuiert, ein Teil von ihnen war auch selbst geflohen. Sie sollten nach den Plänen der Hintermänner im Militär weiter in ganz Indonesien zerstreut werden. 200.000 Osttimoresen waren innerhalb des Landes auf der Flucht.

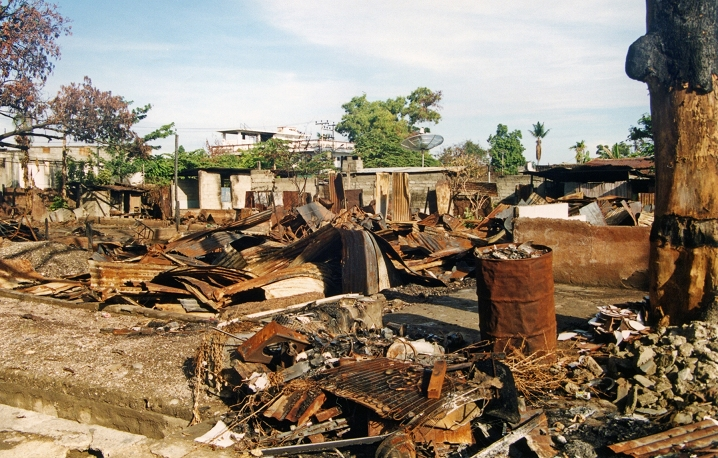
Zerstörungen in Dili im Oktober 1999

Die enttäuschten Gegner der Unabhängigkeitsbewegung, die Wanra und die indonesische Armee massakrierten in vielen Landesteilen Menschen und hinterließen nach ihrem Abzug verbrannte Erde. Ein besonders schlimmer Vorfall war das Kirchenmassaker von Suai, bei dem am 6. September 1999 bis zu 200 Personen getötet wurden. Am 8. September starben beim Massaker in der Polizeistation von Maliana und im Nachgang mindestens 28 Menschen. Am 25. September wurden in Lautém neun Menschen ermordet (Lospalos-Fall). In Passabe wurden 64 Menschen mit Macheten und Schusswaffen getötet. Das indonesische Infanteriebataillon 745 aus Lospalos hinterließ, auf seinem Rückzug in das indonesische Westtimor, eine Spur von Gewalt und Tod.
Ziel der Morde des indonesischen Militär und der Milizen waren vor allem junge Männer, die für die UNAMET gearbeitet hatten. 70 % der Bevölkerung musste aus ihren Häusern fliehen oder wurden von den Indonesiern nach Westtimor zwangsdeportiert, Häuser und Infrastruktur zerstört. Verwaltungsunterlagen, wie Grundbücher, Heiratsregister, Steuer- und Gerichtsunterlagen, wurden komplett vernichtet. Die gesamten Bestände an antiken Artefakten des Osttimormuseums wurde nach Indonesien verbracht. Geheimunterlagen nach, die den Vereinten Nationen und der FALINTIL zugegangen waren, hatte Milizenführer João da Costa Tavares am 17. Juli 1999 sogar den Befehl erteilt, im Falle des Erfolgs des Unabhängigkeitsreferendums jeden Osttimoresen, der älter als 15 Jahre ist, Männer und Frauen, ohne Ausnahme zu töten.
Noch während noch die Gewaltwelle über Osttimor rollte, verkündete Herminio da Costa, dass seine Untergebenen einen Waffenstillstand erklärt und „alle Sicherheitsfragen den indonesischen Streitkräften überlassen“ hätten. Dann behauptete er, er sei nicht für die Zerstörung Osttimors verantwortlich, da seine Kommandeure „seit dem 4. September, dem Tag der Bekanntgabe des Wahlergebnisses, die Kontrolle über die Jungs verloren“ hätten.

## Entsendung der Eingreiftruppe

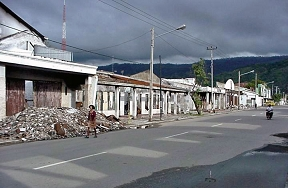
Zerstörungen in Dili im Oktober 1999

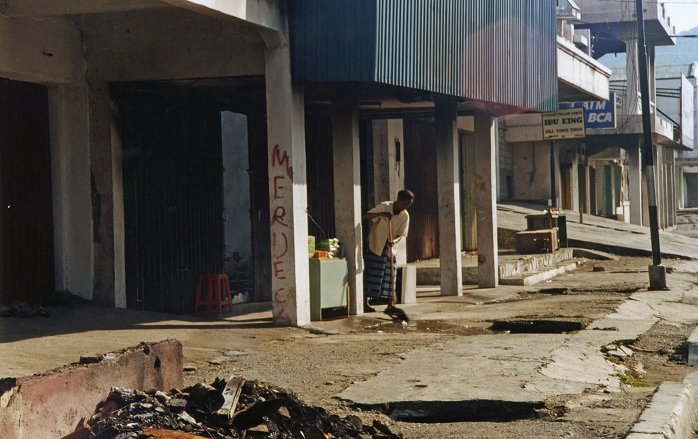
Zerstörungen in Dili im Oktober 1999

Am 6. September erklärte der indonesische Verteidigungsminister General Wiranto den militärischen Notstand für Osttimor. In derselben Nacht verhängte Indonesiens Präsident Habibie mit dem Präsidialdekret Nr. 107 von 1999 das Kriegsrecht für das Gebiet. Generalmajor Kiki Syahnakri  wurde am 7. September zum Administrator und neuen Territorialkommandeur ernannt. Die Angriffe auf die Bevölkerung erreichten daraufhin ihren Höhepunkt.
Taur Matan Ruak, nach Gusmão die Nummer zwei in der FALINTIL und mit den anderen Guerilleiros in den Sammellagern, erklärte am 7. September, er könne seine Leute nicht mehr zurückhalten, auszubrechen und ihre Familien schützen. Dies hätte den Bürgerkrieg ausgelöst, den die indonesische Militärführung wollte, um eine internationale Intervention zu verhindern. Eigentlich sollten nach dem Abkommen, bereits nach dem Referendum UN-Truppen in Osttimor stationiert werden, doch Indonesiens Außenminister Ali Alatas verweigerte noch am 8. September den Friedenstruppen die Zusage.
Als erstes deutsches Regierungsmitglied forderte am 8. September die Entwicklungsministerin Heidemarie Wieczorek-Zeul (SPD) den sofortigen Einsatz einer Friedenstruppe. Außenminister Joschka Fischer (Grüne) erklärte tags darauf, Indonesien müsse jetzt gegen den Massenterror handeln oder eine Friedensmission zulassen. Michael Steiner, außenpolitischer Sprecher von Kanzler Gerhard Schröder (SPD) hielt den Einsatz einer Friedenstruppe noch für verfrüht. Zunächst ginge es darum, Indonesien aus seinen Verpflichtungen nicht zu entlassen. Man zeigte sich genauso zögerlich wie US-Präsident Bill Clinton, bis Australiens Premierminister John Howard die Initiative ergriff. Clinton erklärte auf Howards Anfrage nach Kampftruppen, dass das amerikanische Militär derzeit stark belastet sei, so zum Beispiel im Kosovo, so dass man keine Unterstützung leisten könne. Howard und Australiens Außenminister Alexander Downer kritisierten daraufhin auf eine bis dato beispiellose Art öffentlich die USA. Clinton habe jederzeit Australien Unterstützung zugesagt und würde das Versprechen nun nicht einhalten. Australien würde es den Vereinigten Staaten niemals verzeihen, falls sie eine UN-Mission nicht unterstützen würden. Portugals Premierminister António Guterres drohte Clinton, er würde portugiesische Einheiten aus dem Kosovo und der NATO abziehen. Außerdem verhinderte er den Abflug von 16 US-Militärflügen von der Militärbasis auf den Azoren. Außerdem überredete Guterres auch den britischen Premierminister Tony Blair, Druck auf Clinton auszuüben. Auch UN-Generalsekretär Annan wirkte auf Clinton ein und versuchte den Präsidenten zu überzeugen, dass es in US-amerikanischem Interesse sei, die Vereinten Nationen zu unterstützen. Annan und Clinton hatten bereits zuvor politischen Schaden genommen, als sie den Völkermord in Ruanda 1994 nicht verhindern konnten. Die Situation erinnerte sie nun daran. Australien und Portugal gehörten nicht zu den wichtigsten Verbündeten der USA, doch Telefongespräche der Regierungschefs mit Präsident Clinton brachten den Umschwung, wohl auch, weil die Appelle so deutlich zeigten, dass im Falle einer amerikanischen Verweigerung vor allem Portugal sich in wichtigen Punkten aus seinem Bündnis mit den Vereinigten Staaten zurückziehen würde.
Laut dem osttimoresischen Chefdiplomaten José Ramos-Horta wirkten sich auch die Unterstützung durch die Zivilgesellschaft und die Medien aus. Einflussreiche Mitglieder des US-Kongresses, wie Nancy Pelosi, Tom Daschle, Dick Gephardt Patrick Kennedy und Ted Kennedy ergriffen für Osttimor Partei. Ramos-Horta war es gelungen, ihre Solidarität zu gewinnen. Im Falle der Kennedys spielte die Fürsprache Irlands und der Römisch-katholischen Kirche eine wichtige Rolle. Ebenso unterstützte schließlich der Nationale Sicherheitsberater Sandy Berger das Anliegen, der anfangs noch vor einer Verwicklung in die Angelegenheit und einem vor dem Kopf stoßen Indonesiens gewarnt hatte. Er brachte Clinton dazu, öffentlich zu erklären, dass Indonesien UN-Friedenstruppen zulassen müsse. Am 8. September sicherte Clinton Howard die Unterstützung der Vereinigten Staaten zu, wenn auch nur politisch und mit logistischen Mitteln. Clinton ging Habibie direkt an und warnte, dass die indonesische Wirtschaft bedroht sei, während Admiral Dennis C. Blair, der Kommandeur der US-Streitkräfte im Pazifik, General Wiranto bei einem Besuch in Jakarta persönlich drohte. Weltbank und Internationaler Währungsfonds drohten direkt dem wirtschaftlichen Überleben Indonesiens durch Einstellen von Hilfszahlungen. Auf dem APEC-Gipfel vom 9. bis 12. September in Auckland kündigte Clinton an, er würde die Waffenverkäufe an Indonesien einstellen, wie es bereits die Europäische Union getan hatte. Habibie und Alatas waren zum Gipfel nicht angereist. Der Druck der USA brach den Widerstand Habibies gegen eine UN-Truppe. Unterlagen des kanadischen Außenministeriums berichten, dass auch Australien bei der Übernahme von Verantwortung gezögert habe und erst Kanada und Neuseeland auf dem APEC-Gipfel den Durchbruch erzielt hätten, während andere Staaten im Weltsicherheitsrat für eine Intervention Druck ausübten.

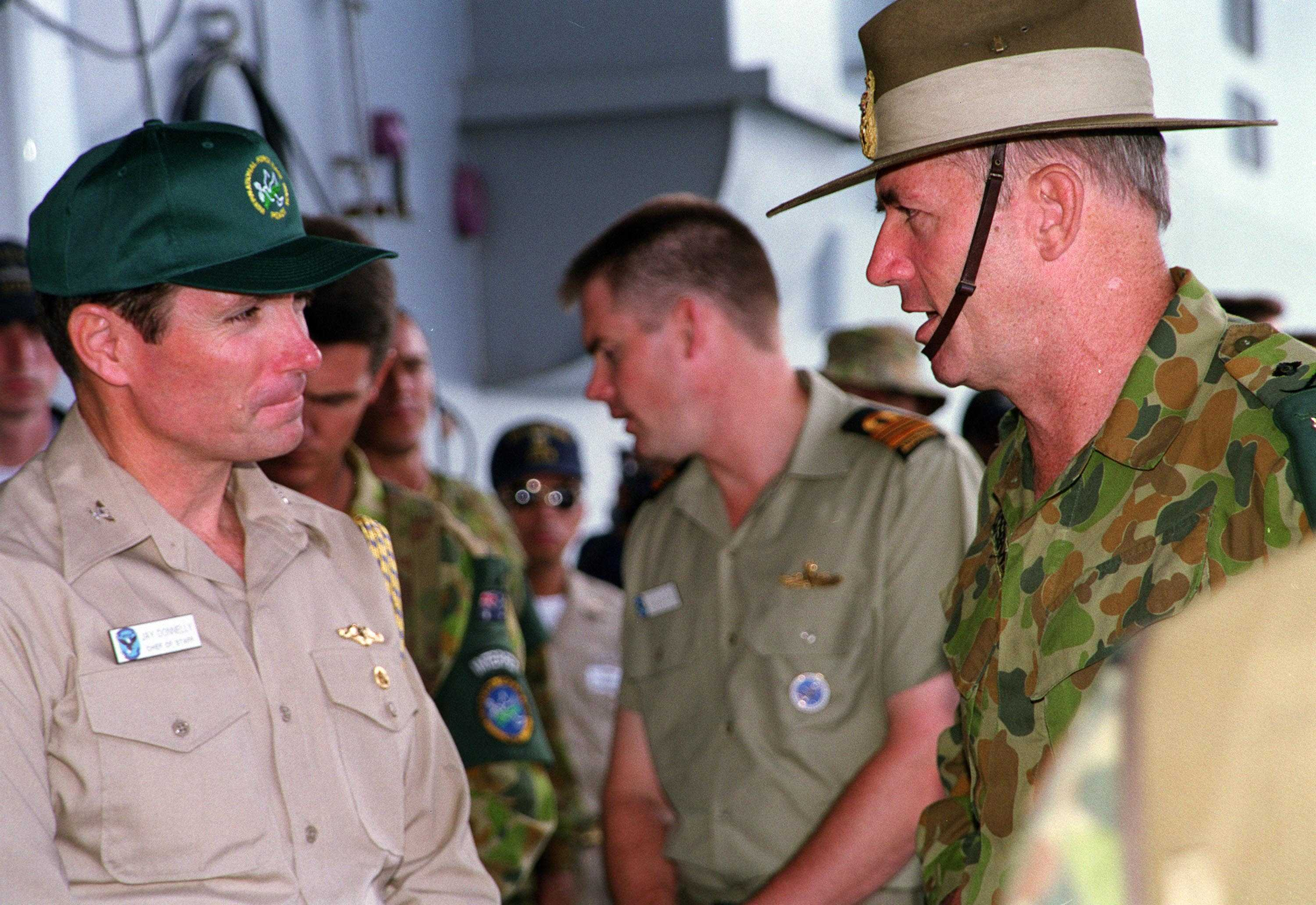
Generalmajor Peter Cosgrove (rechts)

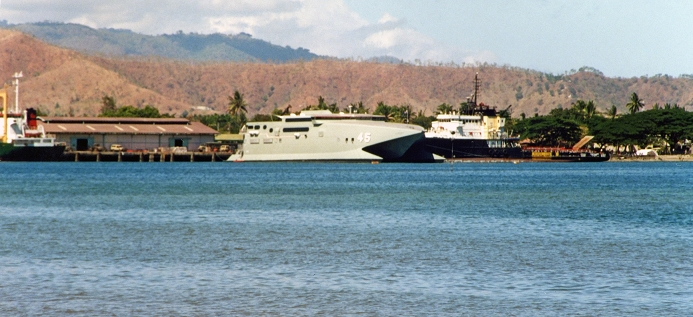
HMAS Jervis Bay in Dili im Oktober 1999

Am 12. September erklärte sich Habibie und sein Kabinett bereit, Friedenstruppen nach Osttimor zu lassen. Er hatte noch immer Bedenken, da er Gefechte zwischen den Friedenstruppen und der indonesischen Armee befürchtete, ebenso Australiens Außenminister Alexander Downer. Er hatte bei den Vereinigten Staaten veranlasst, dass amerikanische Truppen in Bereitschaft gebracht wurden, falls der Osttimorkonflikt in einem Krieg zwischen Indonesien und Australien enden sollte. Am 15. September verabschiedete der Sicherheitsrat der Vereinten Nationen die Resolution 1264 und entsandte die von Australien geführte internationale Eingreiftruppe INTERFET, um die Lage wieder unter Kontrolle zu bringen. Das Kommando hatte der australische Generalmajor Peter Cosgrove. Von den ersten 7000 Mann der INTERFET waren 4500 Australier. Von den 11.500 Soldaten in der Spitzenzeit waren etwa die Hälfte Australier.
Am 20. September landeten die ersten 1500 australischen INTERFET-Soldaten auf dem Flughafen Dili und in der Umgebung. Zu diesem Zeitpunkt waren noch 30.000 indonesische Soldaten, unterstützt von den Milizen, in Osttimor. Hätten sie Widerstand geleistet, wären diese australischen Einheiten vernichtet worden, doch war die Drohung der Vereinigten Staaten gegenüber Indonesien deutlich, dass dies zu einem Eingriff der USA geführt hätte. US-Marines waren bereits vor die Küste Timors herangeführt worden, um im Ernstfall einzugreifen. US-Verteidigungsminister William Cohen hatte nochmals bei einem Besuch in Jakarta Wiranto und Habibie klargemacht, dass jede indonesische Einheit, die die INTERFET angreift, gegen amerikanische Kräfte kämpfen müsse.
Der australische Geheimdienst war sich sicher, dass der Druck auf General Wiranto ausreichen würde, um die disziplinierte indonesische Armee zu stoppen, nachdem Wiranto Generalleutnant Kiki Syahnakri, dem militärischen Provinzkommandeur in Osttimor, klare Befehle erteilt hatte. Die Gewalt ebbte tatsächlich schon in der Woche vor Ankunft der Australier ab. Die wenigen indonesischen Offiziere, die sich gegen die Order stellten, wurden zur Raison gerufen. Es half auch, dass Außenminister Downer die indonesische Lesart übernahm, nachdem allein verbrecherische Elemente im Militär für die Menschenrechtsverletzungen in Osttimor verantwortlich seien. Selbst Generalleutnant Syahnakri, der nachgewiesenermaßen am Planen der Verbrannten-Erde-Strategie in Osttimor beteiligt war, arbeitete effektiv mit Generalmajor Cosgrove zusammen. Am 27. September übergab Syahnakri offiziell seine Verantwortung für Osttimor an Cosgrove. Innerhalb weniger Wochen zog sich die indonesische Armee aus Osttimor zurück. Der letzte indonesische Soldat verließ Osttimor offiziell am 1. November.
Die INTERFET befriedete Osttimor, das dann das unter UN-Verwaltung kam.

## Folgen

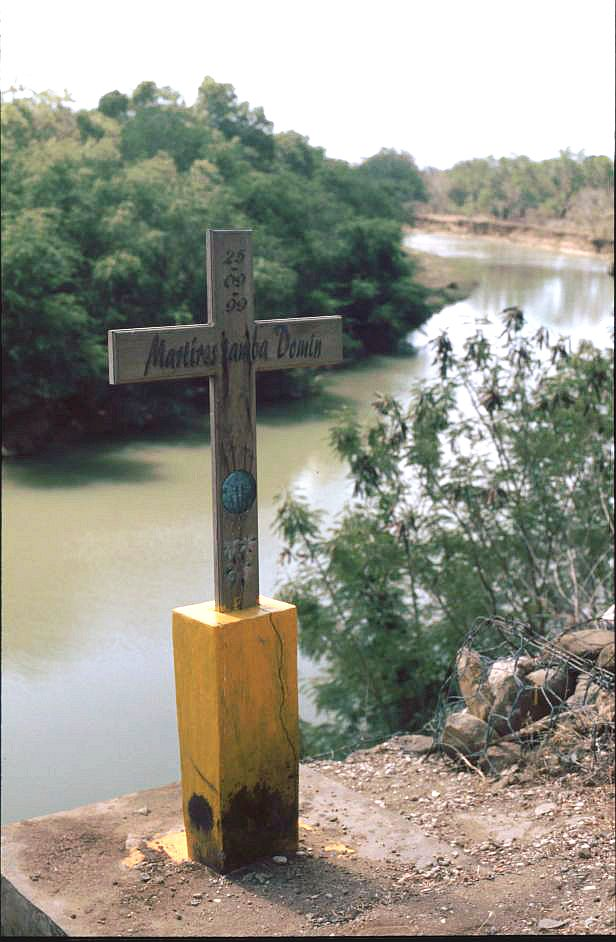
Gedenkkreuz am Fluss Malailada für neun Opfer

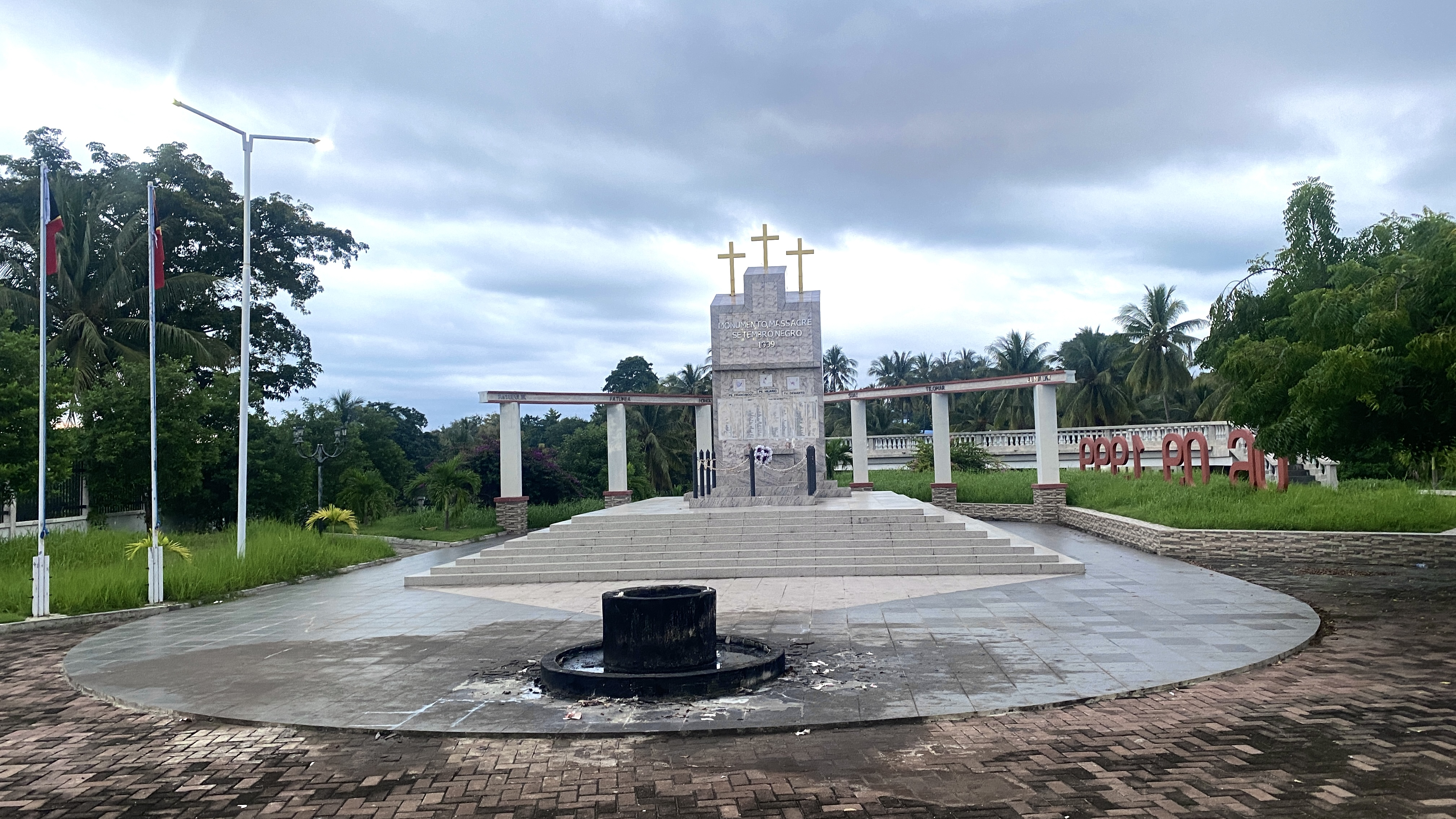
Mahnmal in Erinnerung an den Schwarzen September 1999 in Suai

Nach der UN-Verwaltung erhielt Osttimor 2002 die Unabhängigkeit. Einige Gewalttäter wurden vor Gericht gestellt und zu Haftstrafen verurteilt, wurden aber nach wenigen Jahren begnadigt. Andere entgingen der Strafverfolgung durch Flucht nach Indonesien.
Am 12. März 2003 wurde Brigadegeneral Noer Muis zu fünf Jahren Haft verurteilt. Er war der Befehlshaber der Truppen in Osttimor im Sommer 1999 und wurde für schuldig befunden, die Gräueltaten der pro-indonesischen Milizen geduldet zu haben. Ähnlich begründet wurden die drei Jahre Haft, zu denen General Adam Damiri am 5. August verurteilt wurde. Der letzte Gouverneur Timor Timurs José Abílio Osório Soares wurde zu einer dreijährigen Haftstrafe verurteilt. Das Oberste Gericht in Jakarta bestätigte den Schuldspruch des Menschenrechtsgerichtshofs am 12. April 2004. Nach nur vier Monaten Haft war aber eine Anfechtung des Urteils in letzter Instanz erfolgreich und Soares wurde freigelassen. Begründet wurde die Aufhebung des Urteils damit, dass Osttimor damals unter Militärverwaltung stand und daher der zivile Gouverneur nicht für die Verbrechen verantwortlich gemacht werden könne. Insgesamt hat das Tribunal gegen 18 Angeklagte verhandelt. Für die relativ milden Urteile und zwölf Freisprüche wurde es von Menschenrechtsorganisationen kritisiert. Zuletzt wurde auch das Urteil gegen den Chef der Aitarak-Miliz Eurico Guterres 2008 aufgehoben. Er sei nicht für alle Taten seiner Miliz verantwortlich.
Die osttimoresische Regierung geht im Interesse guter nachbarschaftlicher Beziehung den Weg der Vergebung und gründete als Alternative zum Strafverfolgungsprozess zusammen mit Indonesien die Wahrheits- und Freundschaftskommission (Commission for Truth and Friendship CTF), nach südafrikanischem Vorbild. Sie sollte die Verbrechen von 1999 aufarbeiten. Unabhängig von der CTF gründete UN-Generalsekretär Kofi Annan eine unabhängige internationale Expertenkommission im Februar 2005, die Empfangs-, Wahrheits- und Versöhnungskommission, die 2005 ihren Abschlussbericht vorlegte.

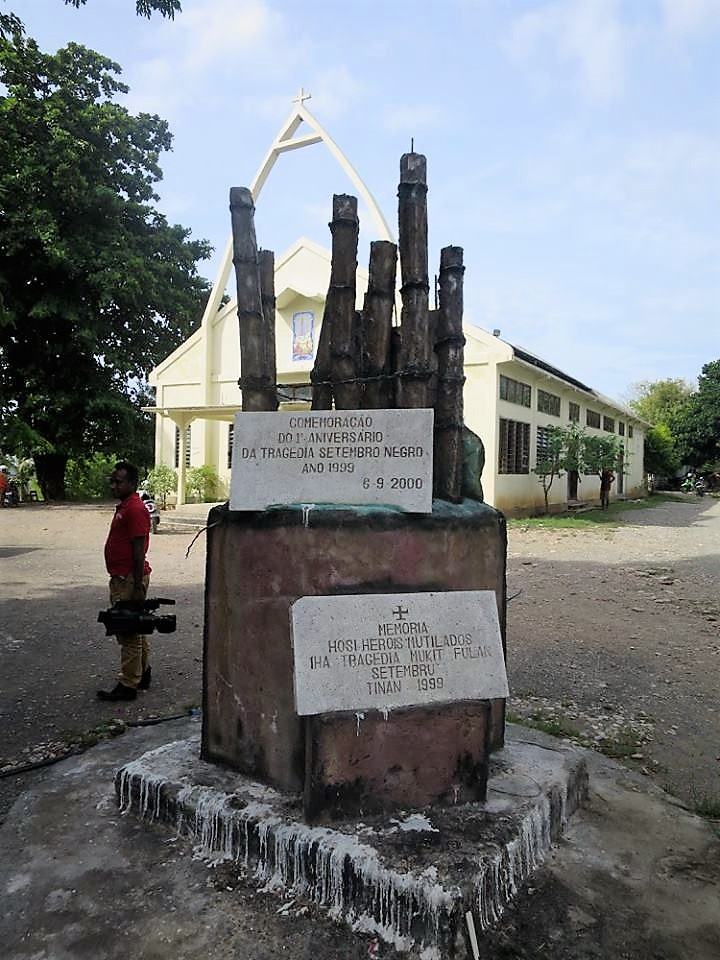
Gedenkstätte zum Kirchenmassaker von Suai

Im Abschlussbericht der CTF wird festgestellt, dass Regierung, Militär und Polizei Indonesiens eine „schwere Mitschuld an den schwerwiegenden Menschenrechtsverletzungen“ bei den Unruhen von 1999 haben. Die alte Besatzungsmacht habe die „Milizen finanziert und ausgerüstet“. Indonesische Soldaten werden im Bericht bezichtigt „führende Rollen bei den Massakern“ innegehabt zu haben. Die Polizei wird beschuldigt „bei der Gewalt mitgewirkt“ zu haben, anstatt sie zu verhindern. Diese Gewalt sei „nicht zufällig, willkürlich oder spontan“, sondern sei eine „organisierte Gewaltkampagne“ gewesen. Hier widerspricht der Bericht der bisherigen indonesischen Darstellung. In kleinerem Rahmen werden auch Unabhängigkeitsgruppen für Menschenrechtsverletzungen, wie Freiheitsberaubung verantwortlich gemacht. Der Abschlussbericht wurde einstimmig von der CTF verabschiedet und von den Regierungen beider Länder akzeptiert. Indonesiens Staatspräsident Susilo Bambang Yudhoyono erklärte seine „Reue für die Fehler“, die 1999 gemacht wurden. Osttimors Premierminister Xanana Gusmão sagte, er sei zufrieden mit der Entschuldigung. UNO, Menschenrechtsorganisationen, Kirchen und viele Einwohner Osttimors sind unzufrieden mit der Aufarbeitung der Gewalt und fordern weiterhin die Strafverfolgung der Täter.
Infolge der gesamten indonesischen Besatzung Osttimors von 1975 bis 1999, dem daraus resultierenden Guerillakrieg und Strafmaßnahmen starben nach Untersuchungen insgesamt etwa 183.000 Menschen.
| Beschuldigt wegen Verbrechen gegen die Menschlichkeit                                                         | Beschuldigt wegen Verbrechen gegen die Menschlichkeit  | Beschuldigt wegen Verbrechen gegen die Menschlichkeit                        | Beschuldigt wegen Verbrechen gegen die Menschlichkeit | Beschuldigt wegen Verbrechen gegen die Menschlichkeit       | Beschuldigt wegen Verbrechen gegen die Menschlichkeit            |
| Aufgeführt von der indonesischen Untersuchungskommission für Menschenrechtsverletzungen in Osttimor (KPP-HAM) | Aufgeführt von Geoffrey Robinson im Auftrag des UNHCHR | Angeklagt beim Menschengerichtshof in Jakarta (Human Rights Ad Hoc Tribunal) | Angeklagt beim Menschengerichtshof in Jakarta (Human Rights Ad Hoc Tribunal) | Angeklagt bei den Special Panels for Serious Crimes in Dili | Angeklagt bei den Special Panels for Serious Crimes in Dili      |
| --- | ------------------------------------------------------ | ---------------------------------------------------------------------------- | --- | ----------------------------------------------------------- | ---------------------------------------------------------------- |
| General Wiranto                                                                                               | General Wiranto                                        | Maj. Gen Adam Damiri                                                         | 2003 zu drei Jahren Haft verurteilt. Freispruch durch das Oberste Gericht | General Wiranto                                             | keine Verhandlung, weil Angeklagter in Indonesien                |
| Maj. Gen Adam Damiri                                                                                          | Maj. Gen Adam Damiri                                   | Col. (Inf) FX Tono Suratman                                                  | Freispruch | Maj. Gen Adam Damiri                                        | keine Verhandlung, weil Angeklagter in Indonesien                |
| Maj. Gen Zacky Anwar Makarim                                                                                  | Maj. Gen Zacky Anwar Makarim                           | Col. (Inf) Noer Muis                                                         | 2003 zu fünf Jahren Haft verurteilt Freispruch durch das Oberste Gericht | Maj. Gen Zacky Anwar Makarim                                | keine Verhandlung, weil Angeklagter in Indonesien                |
| Maj. Gen H R. Garnadi                                                                                         | Maj. Gen Kiki Syahnakri                                | Col. (Pol) Timbul Silaen                                                     | Freispruch | Maj. Gen Kiki Syahnakri                                     | keine Verhandlung, weil Angeklagter in Indonesien                |
| Lt. Gen Johny Lumintang                                                                                       | Maj. Gen Endriartono Sutarto                           | Col. Herman Sedyono                                                          | Freispruch | Col. (Inf) FX Tono Suratman                                 | keine Verhandlung, weil Angeklagter in Indonesien                |
| Col. (Inf) FX Tono Suratman                                                                                   | Maj. Gen Sjafrie Sjamsoeddin                           | Lt. Col (Inf) Yayat Sudrajad                                                 | Freispruch | Col. (Inf) Noer Muis                                        | keine Verhandlung, weil Angeklagter in Indonesien                |
| Col. (Inf) Noer Muis                                                                                          | Maj. Gen Tyasno Sudarto                                | Lt. Col Liliek Koeshadianto                                                  | 2003 zu fünf Jahren Haft verurteilt Freispruch durch das Oberste Gericht | Lt. Col. (Inf) Yayat Sudrajad                               | keine Verhandlung, weil Angeklagter in Indonesien                |
| Col. (Pol) Timbul Silaen                                                                                      | Maj. Gen Syahrir                                       | Lt. Col Asep Kuswani                                                         | Freispruch | Abilio Soares                                               | keine Verhandlung, weil Angeklagter in Indonesien                |
| Col. (Inf) Herman Sedyono                                                                                     | Brig. Gen Arifuddin                                    | Lt. Col Endar Priyanto                                                       | Freispruch | Col. Herman Sedyono                                         | keine Verhandlung, weil Angeklagter in Indonesien                |
| Lt. Col (Inf) Yayat Sudrajad                                                                                  | Brig. Gen Mahidin Simbolon                             | Lt. Col Soejarwo                                                             | 2003 zu fünf Jahren Haft verurteilt Freispruch durch das Oberste Gericht | Lt. Col. (Inf) Ahmad Masagus                                | keine Verhandlung, weil Angeklagter in Indonesien                |
| Lt. Col Burhanudin Siagian                                                                                    | Gen. Subagyo Hadisiswoyo                               | Lt. Col (Pol) Adios Salova                                                   | Freispruch | Lt. Col. Lilik Kushadiyanto                                 | keine Verhandlung, weil Angeklagter in Indonesien                |
| Lt. Col (Inf) Sudrajat A.S.                                                                                   | Lt. Gen Sugiono                                        | Lt. Col (Pol) Hulman Gultom                                                  | 2003 zu drei Jahren Haft verurteilt Freispruch durch das Oberste Gericht | Lt. Col. (Pol) Gatot Subiaktoro                             | keine Verhandlung, weil Angeklagter in Indonesien                |
| Lt. Col (Inf) Jacob Joko Sarosa                                                                               | Lt. Gen Djamari Chaniago                               | Lt. Col (Pol) Gatot Subiaktoro                                               | Freispruch | Capt. Ahmad Sjamsoeddin                                     | keine Verhandlung, weil Angeklagter in Indonesien                |
| Lt. Col (Inf) Asep Kuswandi                                                                                   | Col. (Inf) FX Tono Suratman                            | Ahmad Syamsudin                                                              | Freispruch | Lt. Sugito                                                  | keine Verhandlung, weil Angeklagter in Indonesien                |
| Lt. Col (Inf) Ahmad Masagus                                                                                   | Col. (Inf) Noer Muis                                   | Lt. Sugito                                                                   | Freispruch | Lt. Widodo                                                  | keine Verhandlung, weil Angeklagter in Indonesien                |
| Maj. (Inf) Yakraman Y Agus                                                                                    | Col. Mudjiono                                          | Eurico Guterres                                                              | 2002 verurteilt zu zehn Jahren Haft. 2004 beim Berufungsgericht auf fünf Jahre herabgesetzt. 2006 Bestätigung der zehnjährige Haftstrafe durch das Oberste Gericht in Jakarta 2006 Antritt der Gefängnisstrafe 2008 Freispruch durch das Oberste Gericht. | Lt. Ari (Commandante Ari)                                   | keine Verhandlung, weil Angeklagter in Indonesien                |
| Capt. (Inf) Tatang                                                                                            | Col. Sunarko                                           | Abilio Soares                                                                | 2003 verurteilt zu drei Jahren Haft. 2004 Urteil bestätigt durch das Oberste Gericht Nach Anfechtung des Urteils Freispruch nach vier Monaten im Gefängnis                                                                                                | Sgt. Major Harun Tateny                                     | keine Verhandlung, weil Angeklagter in Indonesien                |
| Abilio Soares                                                                                                 | Lt. Col (Inf) Yayat Sudrajad                           | Leonito Martins                                                              | Freispruch | Sgt. Major Supoyo (Pak Poyou)                               | keine Verhandlung, weil Angeklagter in Indonesien                |
| Domingos Soares                                                                                               |                                                        | Olivio Mendonça Moruk                                                        | Vor Verhandlungsbeginn ermordet | Simão Nahak                                                 | keine Verhandlung, weil Angeklagter in Indonesien                |
| Guilherme dos Santos                                                                                          |                                                        |                                                                              | | Raul Halek                                                  | keine Verhandlung, weil Angeklagter in Indonesien                |
| Edmundo de Conceição Silva                                                                                    |                                                        |                                                                              | | Americo Seran                                               | keine Verhandlung, weil Angeklagter in Indonesien                |
| Suprapto Tarman                                                                                               |                                                        |                                                                              | | Julio Borges                                                | keine Verhandlung, weil Angeklagter in Indonesien                |
| |                                                        |                                                                              | | Leonito Cardoso                                             | keine Verhandlung, weil Angeklagter in Indonesien                |
| |                                                        |                                                                              | | Anito Lau                                                   | keine Verhandlung, weil Angeklagter in Indonesien                |
| |                                                        |                                                                              | | Egidio Manek                                                | keine Verhandlung, weil Angeklagter in Indonesien                |
| |                                                        |                                                                              | | Maternus Bere                                               | 2009 in Osttimor verhaftet und dann nach Indonesien abgeschoben. |
| |                                                        |                                                                              | | Pedro Teles                                                 | keine Verhandlung, weil Angeklagter in Indonesien                |
| |                                                        |                                                                              | | Henrikus Mali                                               | keine Verhandlung, weil Angeklagter in Indonesien                |
| |                                                        |                                                                              | | Cosmas Amaral                                               | keine Verhandlung, weil Angeklagter in Indonesien                |
| |                                                        |                                                                              | | Alipio Gusmão (Alipio Mau)                                  | keine Verhandlung, weil Angeklagter in Indonesien                |
| |                                                        |                                                                              | | Baltazar da Costa Nunes                                     | keine Verhandlung, weil Angeklagter in Indonesien                |
| |                                                        |                                                                              | | Domingos Mali (Bete Aloi)                                   | keine Verhandlung, weil Angeklagter in Indonesien                |
| |                                                        |                                                                              | | Illidio Gusmão                                              | keine Verhandlung, weil Angeklagter in Indonesien                |
| |                                                        |                                                                              | | Joaquim Berek (Berek Bot)                                   | keine Verhandlung, weil Angeklagter in Indonesien                |
| |                                                        |                                                                              | | Olivio Tatoo Bau                                            | keine Verhandlung, weil Angeklagter in Indonesien                |
| |                                                        |                                                                              | | Gabriel Nahak                                               | keine Verhandlung, weil Angeklagter in Indonesien                |
| |                                                        |                                                                              | | Americo Mali                                                | keine Verhandlung, weil Angeklagter in Indonesien                |
| |                                                        |                                                                              | | Zito da Silva (Zito Saek)                                   | keine Verhandlung, weil Angeklagter in Indonesien                |

## Belege
- „Chega!“-Report der CAVR (englisch)
- John Braithwaite, Hilary Charlesworth, Adérito Soares: Networked Governance of Freedom and Tyranny: Peace in Timor-Leste, S. 91–110, ANU press 2012.